# Över-Renåflyn
Över-Renåflyn är en sjö i Strömsunds kommun i Jämtland och ingår i Ångermanälvens huvudavrinningsområde. Sjön har en area på 0,216 kvadratkilometer och ligger 405,2 meter över havet. Sjön avvattnas av vattendraget Edsån (Rusvattenån).

## Delavrinningsområde
Över-Renåflyn ingår i det delavrinningsområde (711273-146098) som SMHI kallar för Utloppet av Över-Renåflyn. Medelhöjden är 468 meter över havet och ytan är 3,13 kvadratkilometer. Räknas de 15 avrinningsområdena uppströms in blir den ackumulerade arean 39,36 kvadratkilometer. Edsån (Rusvattenån) som avvattnar avrinningsområdet har biflödesordning 3, vilket innebär att vattnet flödar genom totalt 3 vattendrag innan det når havet efter 236 kilometer. Avrinningsområdet består mestadels av skog (83 procent). Avrinningsområdet har 0,21 kvadratkilometer vattenytor vilket ger det en sjöprocent på 6,8 procent.